# Thank You for the Music (musikalbum)
Thank You for the Music är en CD-box med musik av den svenska popgruppen Abba, utgiven 1994 . 

## Historik
I och med arbetet av Carl Magnus Palms bok som gruppens arbete i studion (The Complete Recording Sessions, 1994) återupptäckte gruppmedlemmarna och deras ljudtekniker Michael B. Tretow tidigare outgivet material från gruppens inspelningssessioner. Frågan väcktes från skivbolaget om utgivning av detta material. Gruppmedlemmarna Björn Ulvaeus och Benny Andersson, som även var låtskrivare och producenter, hade som argument att om en inspelning inte höll för utgivning då, skulle den inte göra det nu heller. En kompromiss var att sätta samman materialet till ett medley. Resultatet blev det över 20 minuter långa "Undeleted", sammansatt av Tretow, med studiomaterial från 1974-1982. Därutöver valde gruppmedlemmarna att släppa tre tidigare outgivna inspelningar i sin helhet; "Put On Your White Sombrero" från 1980, "Dream World" från 1978 samt en tidig version av "Thank You for the Music" (kallad Doris Day-versionen, då Agnetha Fältskog sjunger som hon) från 1977. Detta var första gången sedan gruppen slutade ge ut skivor 1982 som "nytt material" släpptes från den. Detta kom inte att ske igen förrän 2012 då albumet The Visitors återutgavs.

## Beskrivning
Totalt innehåller boxen 66 spår fördelade på fyra CD-skivor. Låtlistan är på tre av skivorna kronologisk från gruppens första gemensamma singel, "People Need Love" 1972, till deras sista, "Under Attack" 1982. Gruppens framgångsrika singlar blandas med albumspår och B-sidor. Flertalet av de mindre kända låtarna gavs i och med denna box ut för första gången på CD. 

## Låtlista

### CD 1
1. "People Need Love"
2. "Another Town, Another Train"
3. "He is Your Brother"
4. "Love Isn't Easy (But It Sure is Hard Enough)"
5. "Ring Ring"
6. "Waterloo"
7. "Hasta Mañana"
8. "Honey, Honey"
9. "Dance (While the Music still Goes On)"
10. "So Long"
11. "I've Been Waiting for You"
12. "I Do, I Do, I Do, I Do, I Do"
13. "SOS"
14. "Mamma Mia"
15. "Fernando"
16. "Dancing Queen"
17. "That's Me"
18. "When I Kissed the Teacher"
19. "Money, Money, Money"
20. "Crazy World"
21. "My Love, My Life"

### CD 2
1. "Knowing Me, Knowing You"
2. "Happy Hawaii"
3. "The Name of the Game"
4. "I Wonder (Departure)"  - Liveversion
5. "Eagle" - Förkortad version
6. "Take a Chance on Me"
7. "Thank You for the Music"
8. "Summer Night City" - Förlängd, tidigare outgiven version
9. "Chiquitita"
10. "Lovelight" - Alternativ mix
11. "Does Your Mother Know"
12. "Voulez-Vous" - Förkortad version
13. "Angeleyes"
14. "Gimme! Gimme! Gimme! (A Man After Midnight)"
15. "I Have a Dream"

### CD 3
1. "The Winner Takes It All"
2. "Elaine"
3. "Super Trouper"
4. "Lay All Your Love on Me"
5. "On and On and On"
6. "Our Last Summer"
7. "The Way Old Friends Do"
8. "The Visitors (Crackin' Up)"
9. "One of Us"
10. "Should I Laugh or Cry"
11. "Head Over Heels"
12. "When All is Said and Done"
13. "Like an Angel passing through My Room"
14. "The Day Before You Came"
15. "Cassandra"
16. "Under Attack"

### CD 4
1. "Put on Your White Sombrero" - Tidigare outgiven
2. "Dream World" - Tidigare outgiven
3. "Thank You for the Music (Doris Day-version)" - Tidigare outgiven
4. "Hej, gamle man"
5. "Merry-Go-Round"
6. "Santa Rosa"
7. "She's My Kind of Girl"
8. "Medley (Pick a Bale of Cotton, On Top of Old Smokey, Midnight Special)"
9. "You Owe Me One"
10. "Slipping Through My Fingers"/"Me and I" - Liveversion, tidigare outgiven
11. "Undeleted" - Medley av outgivna inspelningar
12. "Waterloo" - Ihopklippt fransk/svensk version
13. "Ring ring (bara du slog en signal)" - Ihopklippt svensk/spansk/tysk version
14. "Honey, Honey" - Svensk version

## Listplaceringar
| Lista (1994) | Topplacering |
| ------------ | ------------ |
| Sverige      | 17           |

### Fotnoter
1. ↑  Information i Svensk mediedatabas.
2. ↑  Listplacering, swedishcharts.com